# Huanshan (sockenhuvudort i Kina, Zhejiang Sheng, lat 29,93, long 119,92)
Huanshan (kinesiska: 环山乡) är en sockenhuvudort i Kina. Den ligger i provinsen Zhejiang, i den östra delen av landet, omkring 42 kilometer sydväst om provinshuvudstaden Hangzhou. Antalet invånare är 10 814. Befolkningen består av 5 255 kvinnor och 5 559 män. Barn under 15 år utgör 17,0 %, vuxna 15-64 år 72 %, och äldre över 65 år 10,0 %.
Runt Huanshan är det tätbefolkat, med 343 invånare per kvadratkilometer. Närmaste större samhälle är Chunjing, 11,9 km norr om Huanshan. I omgivningarna runt Huanshan växer i huvudsak blandskog.
Genomsnittlig årsnederbörd är 2 207 millimeter. Den regnigaste månaden är juni, med i genomsnitt 474 mm nederbörd, och den torraste är januari, med 82 mm nederbörd.